# Albe Steiner
Alberto Massimo Alessandro Steiner (Milán, 15 de noviembre de 1913 – Raffadali, 17 de agosto de 1974), conocido como Albe Steiner, fue un diseñador gráfico y partisano italiano. Defendía un arte y un diseño comprometidos políticamente con la sociedad. Con un estilo visual caracterizado por la búsqueda continua de la máxima claridad y legibilidad y por la ausencia de formalismo, Albe Steiner es hoy considerado una figura de referencia de la gráfica italiana del siglo XX.

## Biografía
Hijo de Fosca Titta y Emerico Steiner, y sobrino de Giacomo Matteotti. A la muerte de su padre, tras licenciarse en contabilidad, Albe decidió emprender el estudio del diseño y la gráfica, profundizando sus conocimientos sobre el constructivismo soviético (El Lisitski), la Bauhaus y los abstraccionistas italianos (Soldati, Licini, Reggiani, Radice, Fontana, Melotti, Veronesi). Al mismo tiempo se interesó por la pintura y la fotografía, colaborando con Studio Boggeri. Su primera exposición gráfica fue en 1940, en la VII Trienal de Milán.
Hacia 1939 se acercó al Partido Comunista Italiano y junto a su esposa Lica Steiner conoció a Salvatore Di Benedetto y Elio Vittorini, con quienes realizó clandestinamente actividades de información y propaganda política. Durante la guerra participó activamente en la Resistenza en las filas del batallón Valdossola y perdió a su hermano Mino, que fue deportado a Mauthausen.
Después de la Liberazione, inicia su carrera como diseñador gráfico en la redacción de Il Politecnico, Einaudi, dirigido por Elio Vittorini, en donde ya se ve plasmado su estilo gráfico innovador –desde la referencia a la vanguardia rusa posrevolucionaria, hasta el surgimiento del cómic. Con Vittorini desarrolló para Einaudi el Politecnico biblioteca, una serie de once títulos publicados entre 1946 y 1949.
Su actividad profesional lo llevó, de 1946 a 1948, a México junto a su familia y a Hannes Meyer, ex director de la Bauhaus, donde colaboró en la campaña nacional de alfabetización y en el Taller de gráfica popular (un taller cultural en el que participaron artistas como Diego Rivera, Leopoldo Méndez o David Alfaro Siqueiros).
Regresó a Italia en 1948, a Milán donde comenzó a enseñar en la Convitto Scuola della Rinascita. Continúa su actividad como diseñador gráfico trabajando para numerosas revistas (Domus, Metron, Edilizia moderni), para algunas de las editoriales italianas más importantes (Feltrinelli, Einaudi, Zanichelli), para muchos de los periódicos italianos de izquierda (L'Unità, Il Contemporaneo, Vie Nuove, Rinascita, Movimento operaio,  Rivista storica del socialismo, Studi storici, Tempi moderni, Problemi del socialismo, L'Erba voglio, Mondo Operaio, Italia contemporanea), y para algunas empresas (Pirelli, Olivetti).
De 1950 a 1954 fue director de arte de Rinascente y estuvo entre los impulsores de la exposición que daría origen al Premio Compasso d'Oro. Y nuevamente en los años cincuenta fue profesor de Estudios Humanitarios . Posteriormente realizó cursos en la Universidad de Venecia, en el ISIA de Urbino y en institutos de arte de Parma, Roma y Florencia.
En 1963 se abrió el primer «almacén de autoservicio» en Reggio Emilia y Steiner diseñó lo que se convertiría en el logotipo de Coop. Colabora con organismos e instituciones culturales como Rai, el Piccolo Teatro, la Trienal de Milán, el Teatro Popular Italiano, Italia '61 o la Bienal de Venecia. Junto con el arquitecto Lodovico di Belgioioso diseñó el primer museo para deportados políticos y raciales en Carpi. El Museo, aún abierto, fue inaugurado en 1973.
Fue miembro fundador de la Associazione per il disegno industriale (ADI), así como miembro de la Alliance Graphique Internationale (AGI) y del International Center of Typographic Arts.

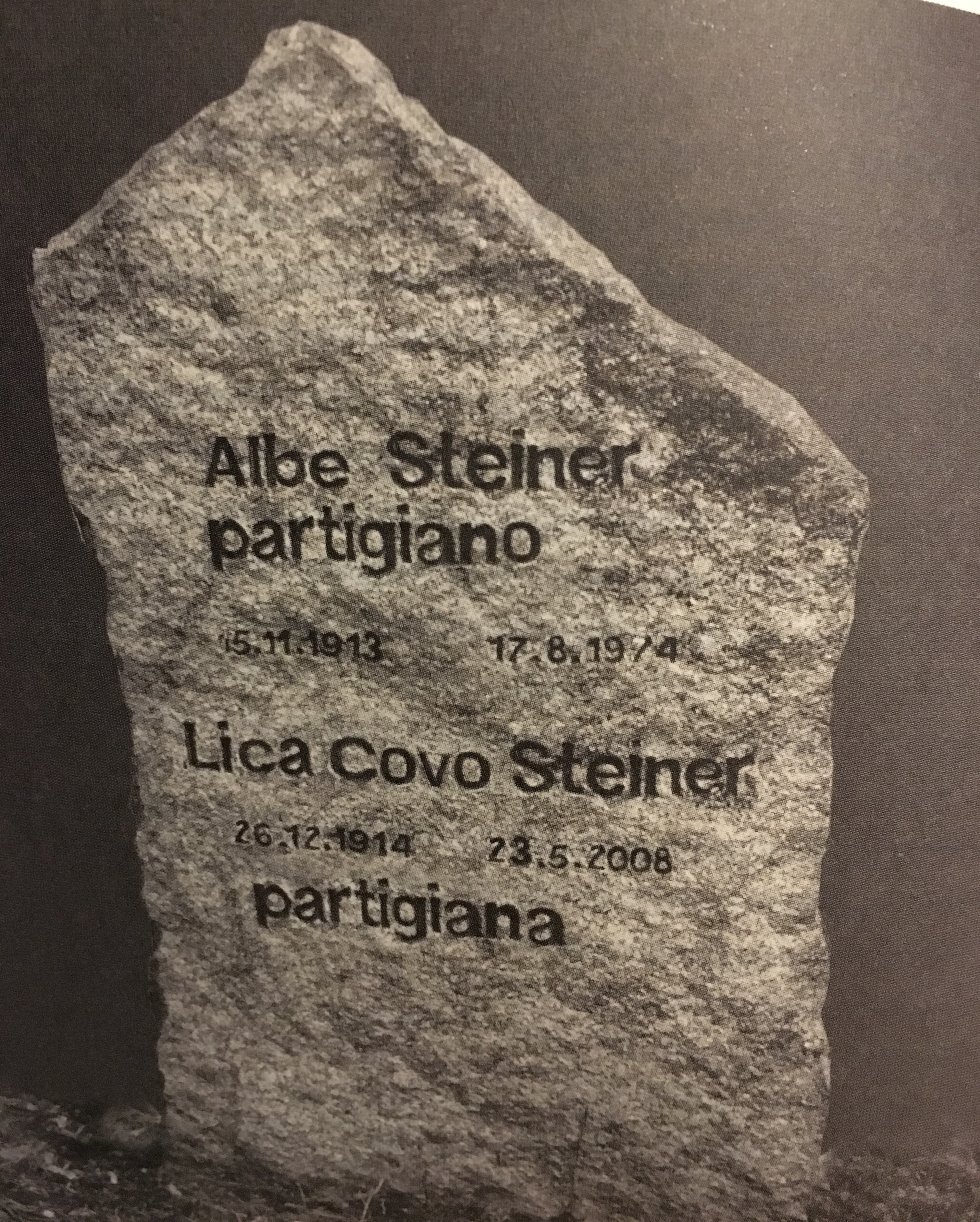
Lápida de Albe y Lica Steiner en Mergozzo

Murió repentinamente en Sicilia el 17 de agosto de 1974. En su tumba en Mergozzo, un bloque de granito lleva la inscripción Albe Steiner, partigiano. Su actividad como intelectual y diseñador gráfico es mantenida por su esposa Lica, su compañera de arte y de vida, fallecida en 2008, y luego por su hija Anna y su yerno Franco Origoni.
Tres institutos profesionales estatales recibieron su nombre en Milán, Turín y Rávena.

## Monografías publicadas
- 1977: Albe Steiner. Comunicazione visiva. Alinari IDEA. Castello sforzesco, Milán.
- 1978: Il mestiere di grafico. Einaudi, Turín. ISBN 88-06-10348-2
- 1978: Il manifesto politico. Editori riuniti, Roma (a cura di Luisa Steiner Rollier; introduzione di Dario Micacchi).
- 2006: Steiner, Anna, ed. (2006). Albe Steiner. Mantova: Corraini Edizioni. ISBN 978-88-7570-056-0.

## Galería

Trabajos de Albe Steiner
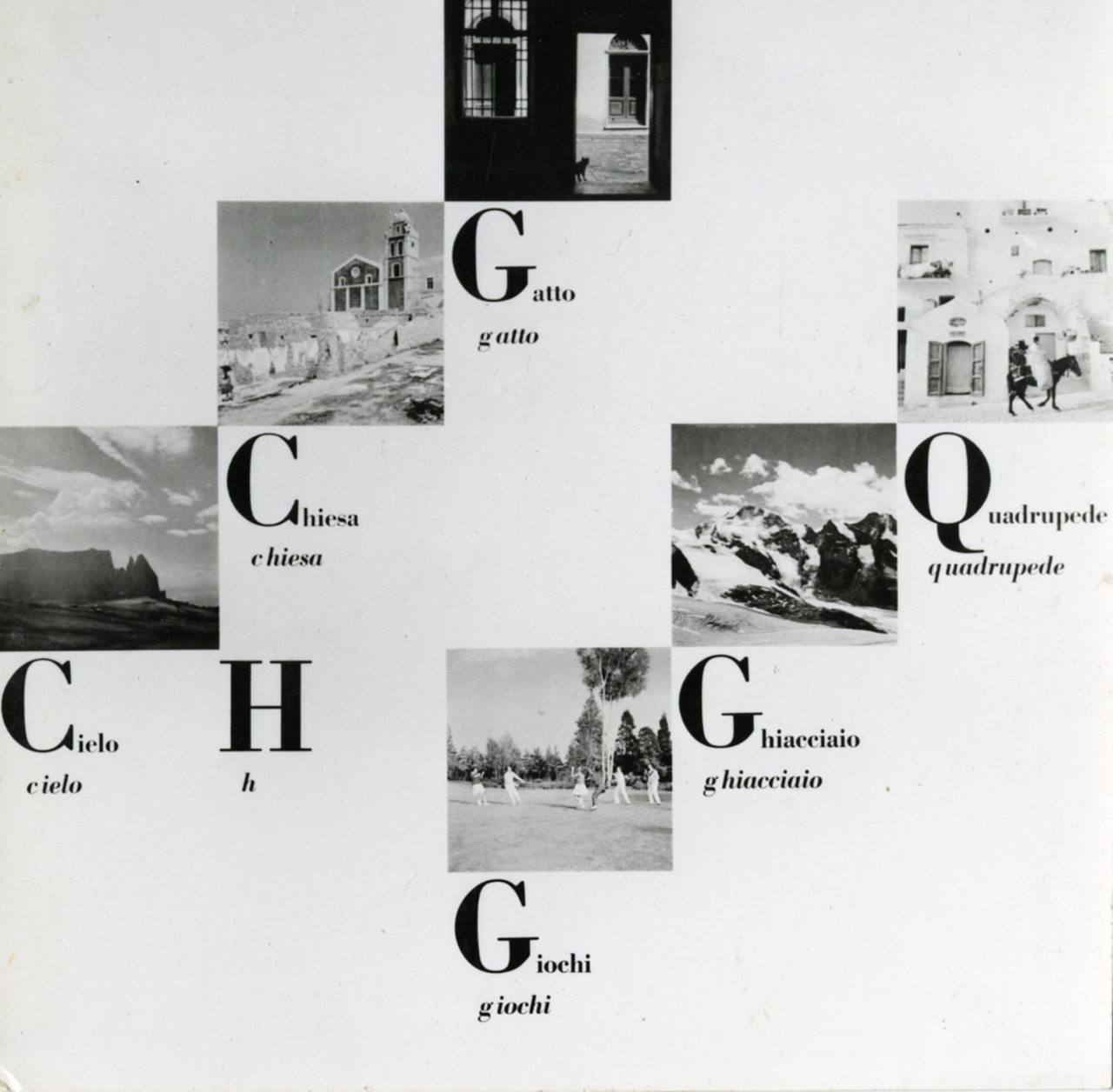
Abecedario illustrato realizzato per la XII Triennale (1959), per la Mostra del corsoserale di grafica? della Scuola Umanitaria di Milano
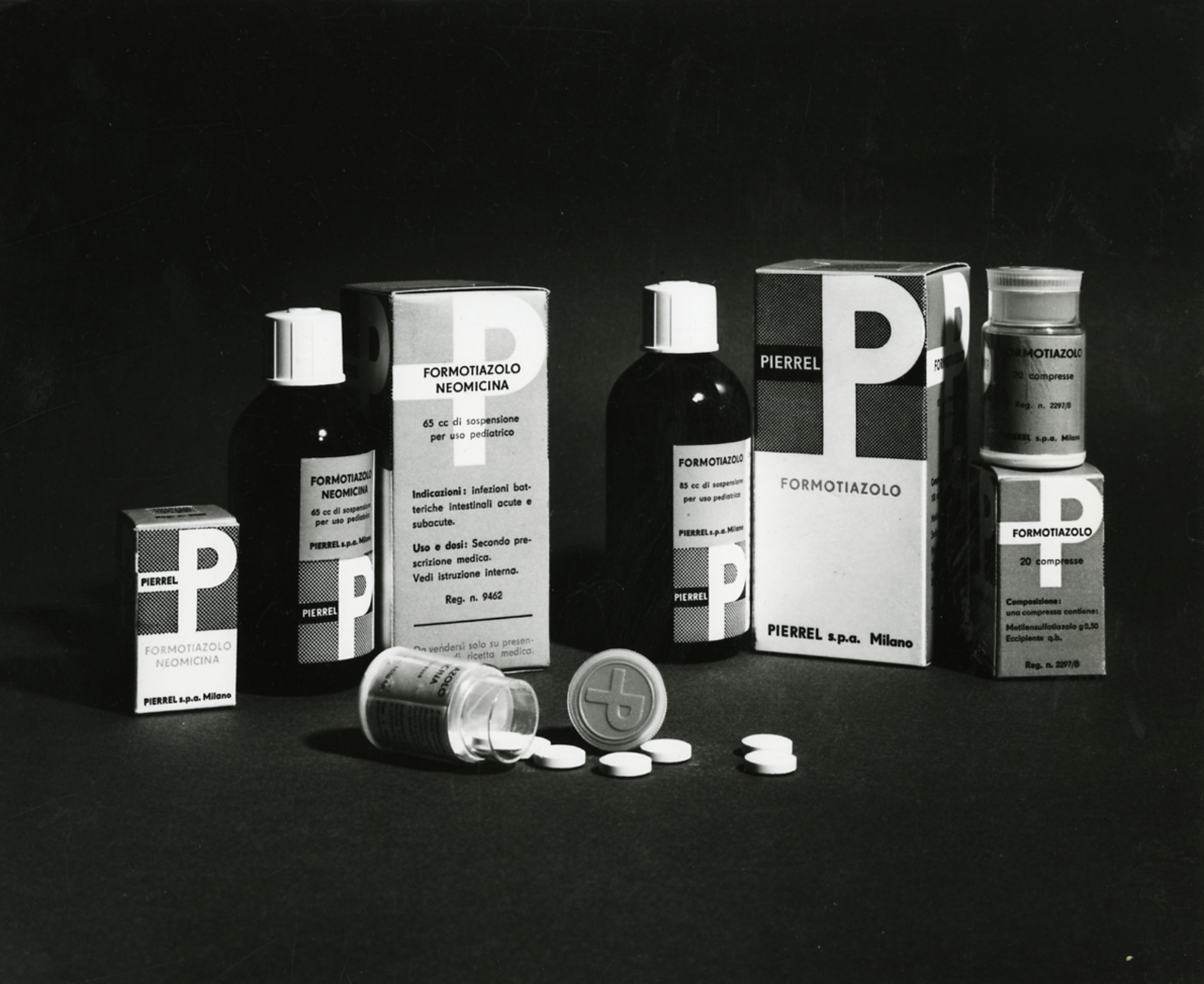
Imagen de la farmacéutica Pierrel (1960)
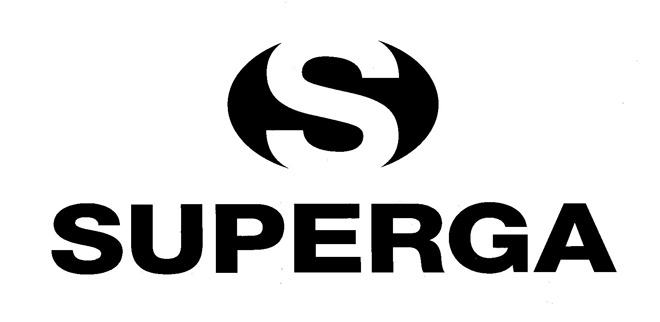
Logotipo de Superga (1962)
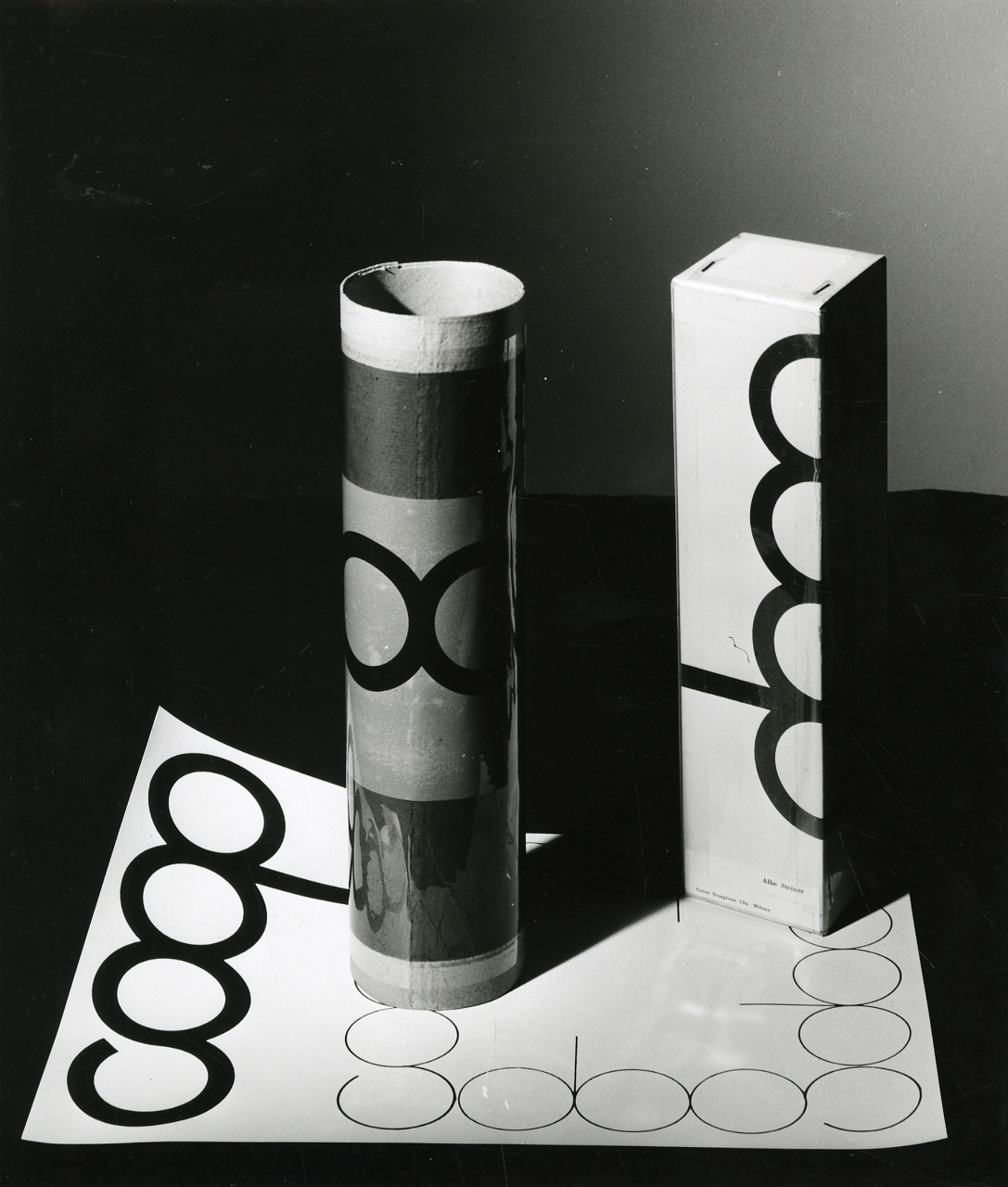
Imagen de Coop (1963)
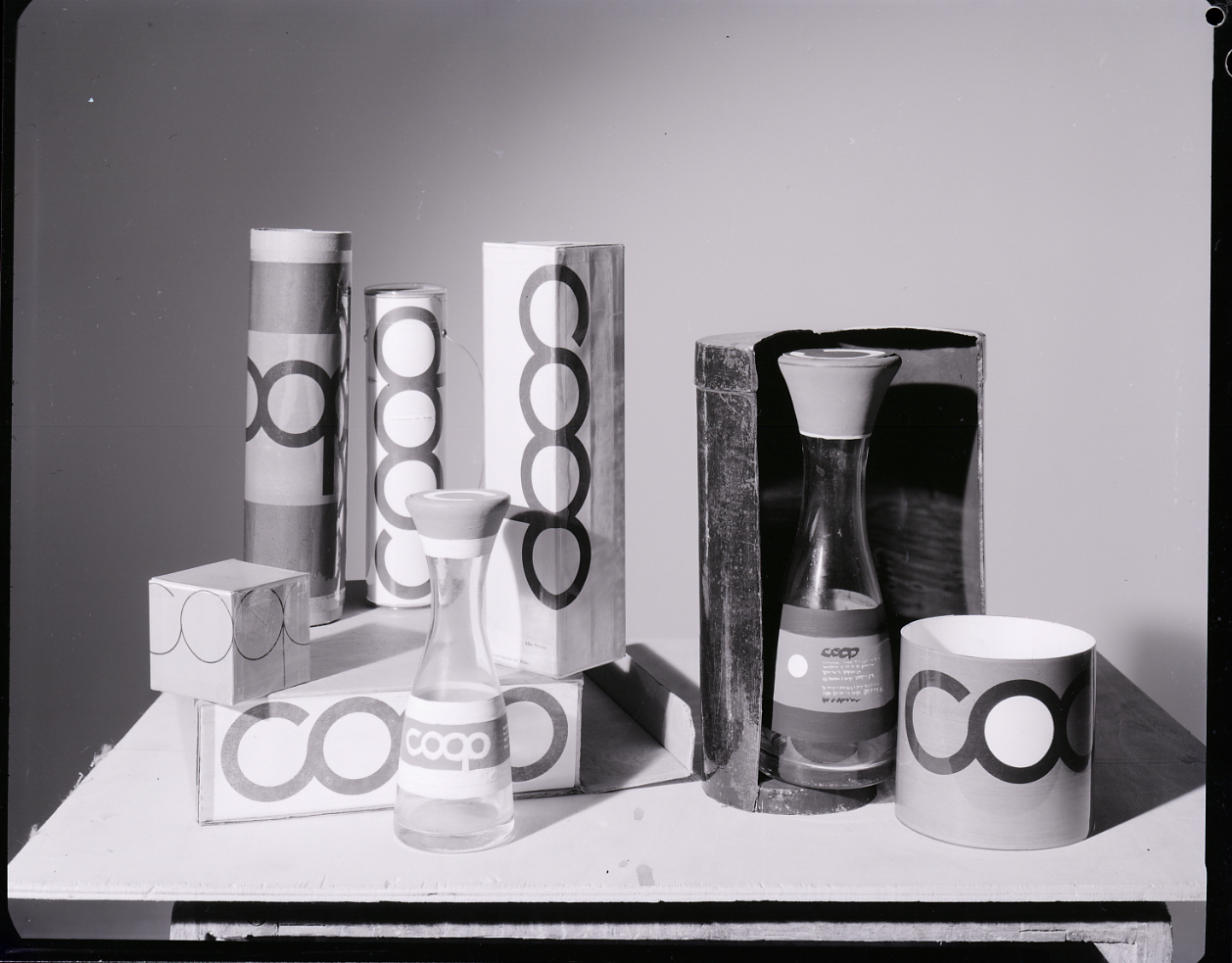
Imagen de Coop (1963)
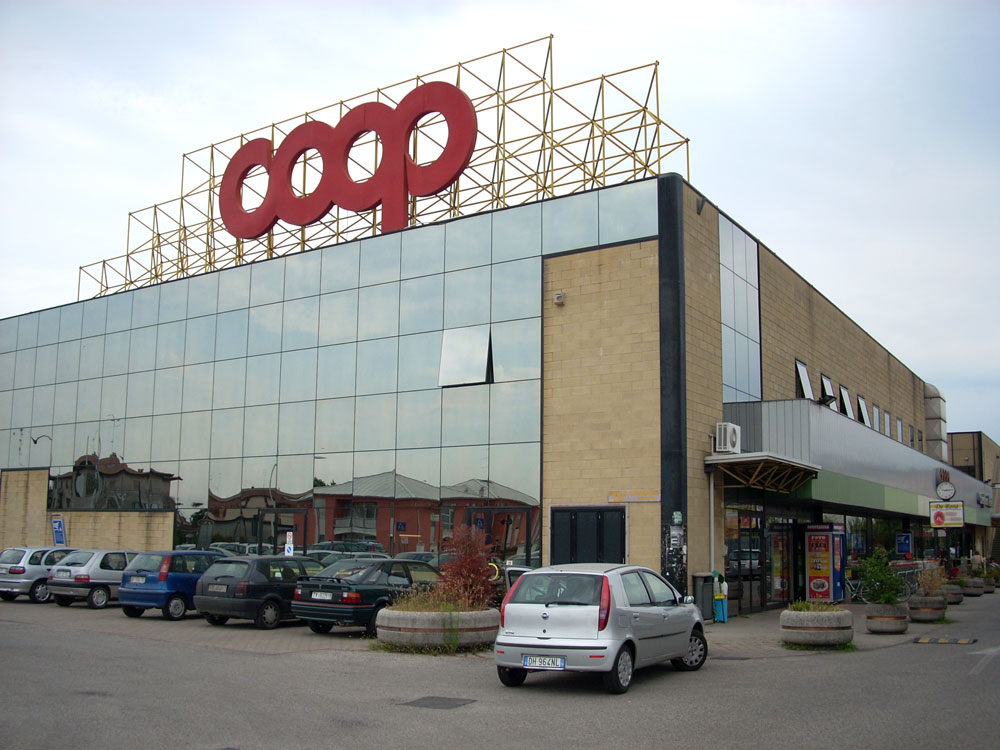
El actual logo de coop (basado en el anterior de Steiner)
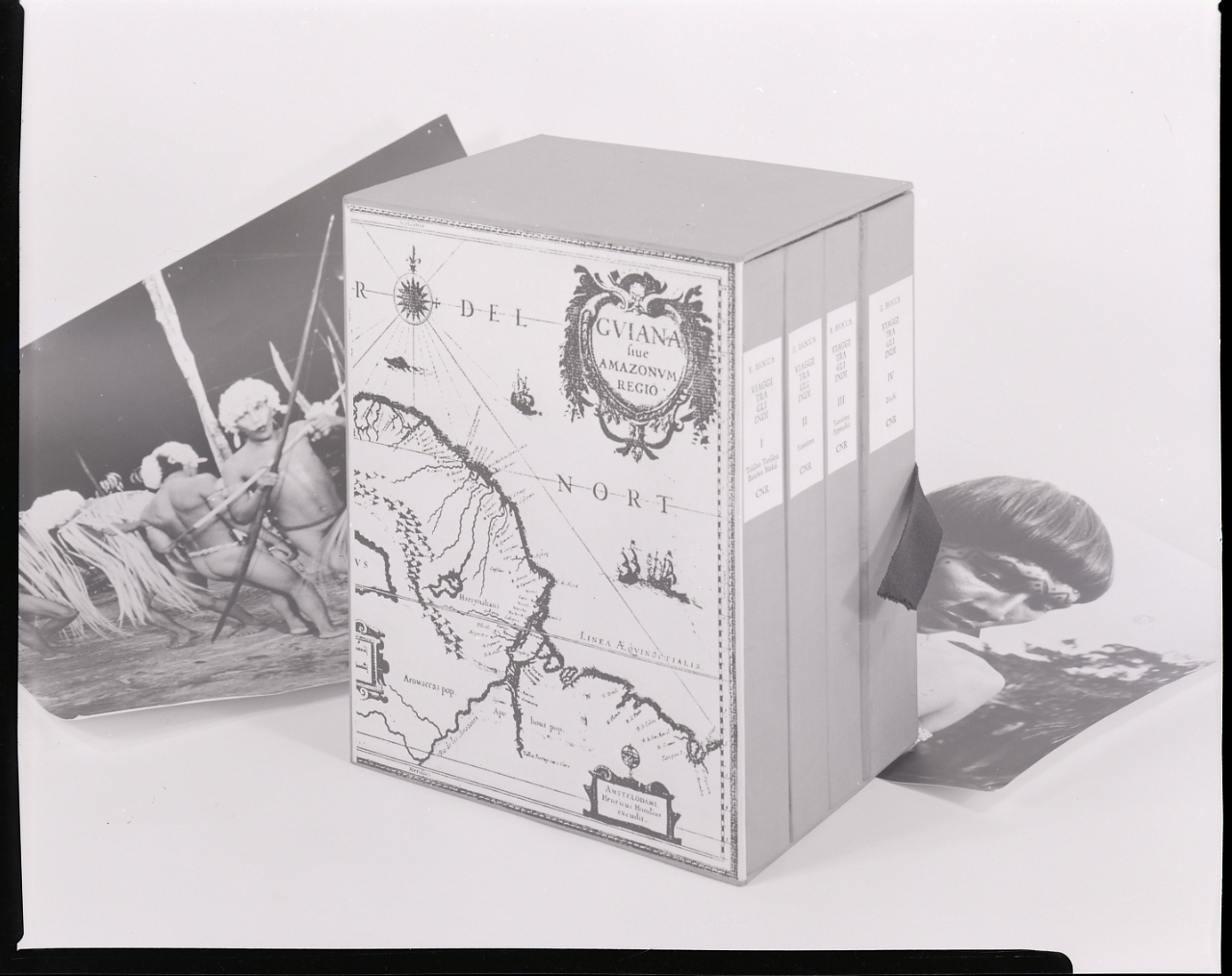
Diseño de Viaggi tra gli Indi: Alto Rio Negro-Alto Orinoco. Appunti di un biologo", caja de 4 volúmenes (1966).